# Seth Meyers
Seth Adam Meyers (Evanston, Illinois - 28 de dezembro de 1973) é um ator e comediante estadunidense. Ele trabalhou como roteirista chefe do programa Saturday Night Live e foi âncora do segmento Weekend Update. Hoje Seth apresenta seu próprio talk show "Late Night with Seth Meyers" substituindo o de seu amigo Jimmy Fallon que, por sua vez, substituiu o Tonight Show with Jay Leno.